# Liste der Mitglieder der American Academy of Arts and Sciences/1950
Im Jahr 1950 wählte die American Academy of Arts and Sciences 112 Personen zu ihren Mitgliedern.

## Neu gewählte Mitglieder
- Warder Clyde Allee (1885–1955)
- Carl David Anderson (1905–1991)
- Elso Sterrenberg Barghoorn (1915–1984)
- Karl Barth (1886–1968)
- George Packer Berry (1898–1986)
- Edward George Power Biggs (1906–1977)
- Barry Bingham (1906–1988)
- Francis Bitter (1902–1967)
- Herbert Bloch (1911–2006)
- Ira Sprague Bowen (1898–1973)
- Gordon Stanley Brown (1907–1996)
- John Nicholas Brown (1900–1979)
- John Ely Burchard (1898–1975)
- Victor Lloyd Butterfield (1904–1975)
- Helen Maud Cam (1885–1968)
- Henri Paul Cartan (1904–2008)
- Zechariah Chafee (1885–1957)
- George Norman Clark (1890–1979)
- John Douglas Cockcroft (1897–1967)
- Morris Cohen (1911–2005)
- Lincoln Constance (1909–2001)
- Oliver Cope (1902–1994)
- William Terry Couch (1901–1988)
- Saville Rogers Davis (1909–1991)
- George Charles de Hevesy (1885–1966)
- Lewis Dexter (1910–1995)
- Paul Adrien Maurice Dirac (1902–1984)
- Charles Dollard (1907–1977)
- Paul Howard Douglas (1892–1976)
- Carl Owen Dunbar (1891–1979)
- Leslie Clarence Dunn (1893–1974)
- Geoffrey Edsall (1908–1980)
- Luther Harris Evans (1902–1981)
- Herbert Vere Evatt (1894–1965)
- Merle Fainsod (1907–1972)
- Adriance Sherwood Foster (1901–1973)
- James William Fulbright (1905–1995)
- John Merriman Gaus (1894–1969)
- William Francis Giauque (1895–1982)
- Hetty Goldman (1881–1972)
- Carter Lyman Goodrich (1897–1971)
- Louis Reichenthal Gottschalk (1899–1975)
- Roy Orval Greep (1905–1997)
- Alan Gregg (1890–1957)
- Beno Gutenberg (1889–1960)
- William Averell Harriman (1891–1986)
- William Rede Hawthorne (1913–2011)
- Christian Archibald Herter (1895–1966)
- Donnel Foster Hewett (1881–1971)
- William Mills Ivins (1881–1961)
- Roman Jakobson (1896–1982)
- Michael Karpovich (1888–1959)
- Robert Victor Kleinschmidt (1896–1966)
- John Lafarge (1880–1963)
- Harry Tuchman Levin (1912–1994)
- Arville Irving Levorsen (1894–1965)
- Trygve Halvdan Lie (1896–1968)
- Kaj Ulrik Linderstrom-Lang (1896–1959)
- Ralph Linton (1893–1953)
- Richard Collins Lord (1910–1989)
- Henrik Gunnar Lundegardh (1888–1969)
- Archibald MacLeish (1892–1982)
- Thomas Harrison Mahony (1885–1969)
- Mark Arthur May (1891–1977)
- Robert King Merton (1910–2003)
- Adolf Meyer (1880–1965)
- Carl Richard Moore (1892–1955)
- Charles Munch (1891–1968)
- Gardner Murphy (1895–1979)
- Roger Aubrey Baskerville Mynors (1903–1989)
- Ira Theodore Nathanson (1904–1954)
- John Ernest Neale (1890–1975)
- Jawaharlal Nehru (1889–1964)
- Thomas Brennan Nolan (1901–1992)
- Wolfgang Ernst Pauli (1900–1958)
- Wilder Graves Penfield (1891–1976)
- Rudolph Albert Peters (1889–1982)
- Harold Henry Plough (1892–1985)
- Samuel Herschel Proger (1906–1984)
- Edward Mills Purcell (1912–1997)
- Norman Foster Ramsey (1915–2011)
- Conyers Read (1881–1959)
- Robert Redfield (1897–1958)
- Helen Miles Rogers Reid (1882–1970)
- Eric Reissner (1913–1996)
- William David Ross (1877–1971)
- Charles Henry Sawyer (1906–2005)
- Herbert Wallace Schneider (1892–1984)
- Erwin Schrödinger (1887–1961)
- George Nauman Shuster (1894–1977)
- Charles Southward Singleton (1909–1985)
- Cyril Stanley Smith (1903–1992)
- John Crayton Snyder (1910–2002)
- Paul-Henri Spaak (1899–1972)
- Samuel Andrew Stouffer (1900–1960)
- Arthur Hays Sulzberger (1891–1968)
- Hugo Theorell (1903–1982)
- Paul Johannes Tillich (1886–1965)
- László Tisza (1907–2009)
- John George Trump (1907–1985)
- Merle Antony Tuve (1901–1982)
- Stanley Unwin (1884–1968)
- Cornelis Bernardus van Niel (1897–1985)
- William Webster (1900–1972)
- Dixon Wecter (1906–1950)
- Rebecca West (1892–1983)
- Philip Rodney White (1901–1968)
- William Lawrence White (1908–1952)
- Eugene Paul Wigner (1902–1995)
- Thomas James Wilson (1902–1969)
- Benjamin Fletcher Wright (1900–1976)
- Ralph Walter Graystone Wyckoff (1897–1994)